# Trachyuropoda festiva
Trachyuropoda festiva es una especie de arácnido del orden Mesostigmata de la familia Trachyuropodidae.

## Distribución geográfica
Se encuentra en Paraguay.